# 몬키군

포들라스키에주 지도에 표시된 몬키군의 위치

몬키군(폴란드어: powiat moniecki)은 폴란드 포들라스키에주에 위치한 군으로 군청 소재지는 몬키이며 면적은 1,382.39km2, 인구는 40,518명(2019년 기준), 인구 밀도는 29명/km2이다.
북쪽으로는 아우구스투프군, 동쪽으로는 소쿠카군, 남쪽으로는 비아위스토크군, 서쪽으로는 웜자군, 북서쪽으로는 그라예보군과 접한다. 7개 지방 자치체(3개 도시, 4개 농촌)를 관할한다.

군기
군 문장